# Dil Hai Tumhaara
Dil Hai Tumhaara (en hindi दिल है तुम्हारा, en ourdou دل ہے تمہارا, en anglais My Heart Is Yours) est un film indien réalisé par Kundan Shah en 2002.

## Synopsis
Sarita (Rekha), maire du village Palampur, vit une parfaite vie de famille avec son mari Shekhar et sa fille Nimmi (Mahima Chaudhry). Lors d'une sortie avec sa fille, elle découvre que son mari a une autre  femme, Renu. Sur le chemin du retour, Shekhar meurt dans un accident de voiture avec sa maitresse, avant de mourir il demande à Sarita de s'occuper de Shalu, le fruit de son adultère. Celle-ci accepte mais ne l'élevera pas avec amour. Shalu, qui ne sait rien de l'histoire, ne comprend pas pourquoi sa mère l'aime moins que Nimmi alors elle se rebellera. Un jour Dev Kahan (Arjun Rampal) le fils d'un industriel arrive à Palampur et tombe amoureux de Shalu, cette dernière ne tardera pas à y succomber aussi. Mais Neemi aime aussi Dev...